# Списък на реките в България
В този списък по азбучен ред са изброени всичките 325 реки в България с дължина над 20 km.
От поместената таблица се вижда, че в България има 32 реки (или 10% от всичките) с дължина над 100 km, като на 6 от тях – Доспат, Канагьол, Луда река, Нишава, Струмешница и Тимок, дължината им на територията на България е под 100 km. От 50 до 99 km в България има 64 реки (или 19% от всичките), но и тук на 2 от тях Ерма и Лебница, дължината им е под 50 km на територията на България. Най-голям е броят на реките между 20 и 49 km – 229 (или 71%) от всичките 325 български реки.
| Над 100 km | %  | От 50 до 99 km | %  | От 20 до 49 km | %  | Общо |
| ---------- | -- | -------------- | -- | -------------- | -- | ---- |
| 32         | 10 | 64             | 19 | 229            | 71 | 325  |

## А
- Ада (Овчи кладенец) (19 km, 54 km2), ляв приток на Тунджа
- Азмак (21 km, 68 km2), ляв приток на Марица
- Азмака (25 km, 152 km2), ляв приток на Сазлийка
- Айдере (26 km, 94 km2), десен приток на Велека
- Айтоска река (32,5 km, 305 km2)), влива се в Бургаското езеро
- Аланско дере (22 km, 132 km2), десен приток на Айтоска река
- Араплийска река (42 km, 351 km2), ляв приток на Поповска река
- Арда (272* km, в България – 241,3 km, 5795* km2, в България – 5201 km2), десен приток на Марица
- Арката (37 km, 349 km2), ляв приток на Струма
- Арпадере (33 km, 53 km2), ляв приток на Марица
- Арчар (59,4 km, 365 km2), десен приток на Дунав
- Асеновска река (Куруча) (36 km), ляв приток на Тунджа
- Атеренска река (в България – 20 km, 59 km2), десен приток на Арда
- Ахелой (40 km, 141 km2), влива се в Черно море

## Б
- Бакърдере (23 km, 85 km2), ляв приток на Марица
- Балабандере (24 km, 70,5 km2), десен приток на Луда Камчия
- Баниски Лом (57 km, 591 km2), ляв приток на Черни Лом
- Банска река (34 km, 337 km2), десен приток на Марица
- Банщица (Глогошка река) (22 km, 93 km2), десен приток на Струма
- Барата (Текирдере) (39 km), десен приток на Дунав
- Батова река (Батовска река) (39 km, 339 km2), влива се в Черно море
- Батулийска река (Ябланица) (40 km, 256 km2), десен приток на Искър
- Бебреш (46 km, 492 km2), ляв приток на Малки Искър
- Бебровска река (Каменица) (35 km, 187 km2), десен приток на Джулюница
- Бедечка (34 km, 143 km2), ляв приток на Сазлийка
- Бела Места (19,7 km, 82,6 km2), дясна съставяща на Места
- Белевренска река (24 km, 90 km2), десен приток на Факийска река
- Бели Вит (36 km, 359 km2), дясна съставяща на Вит
- Бели Искър (28 km, 91 km2), дясна съставяща на Искър
- Бели Лом (147 km, 1549 km2), дясна съставяща на Русенски Лом
- Бели Осъм (28,2 km, 240,4 km2), лява съставяща на Осъм
- Белица (57 km, 740 km2), десен приток на Янтра
- Белишка река (22,6 km, 134 km2), десен приток на Места
- Белишка река (20 km, 74 km2), десен приток на Юговска река
- Бисерска река (46 km, 411 km2), десен приток на Марица
- Бистрица (Благоевградска Бистрица) (41 km, 234 km2), ляв приток на Струма
- Бистрица (Витошка Бистрица) (13 km), ляв приток на Искър, влива се в Панчаревското езеро
- Бистрица (Дупнишка Бистрица) (25 km, 133 km2), ляв приток на Джерман
- Бистрица (Мусаленска Бистрица, Боровецка Бистрица) (19 km, 57 km2), десен приток на Искър
- Бистрица (Пиринска Бистрица) (53 km, 507 km2), ляв приток на Струма
- Бистрица (Санданска Бистрица) (33 km, 139 km2), ляв приток на Струма
- Бистрица (Соволянска Бистрица) (51 km, 300 km2), десен приток на Струма
- Бистрица (Чечка) (48,8 km, 197 km2), ляв приток на Места
- Блатница, (54 km, 656 km2), ляв приток на Сазлийка
- Блато (30 km, 774 km2), ляв приток на Искър
- Блягорница (Благорница) (25 km, 130 km2), десен приток на Бяла река, басейна на Тунджа
- Боадере (Боа) (27 km, 107 km2), ляв приток на Тунджа
- Боровица (Чамдере) (42 km, 301 km2), ляв приток на Арда, влива се в язовир „Кърджали“)
- Ботуня (68,9 km, 732 km2), десен приток на Огоста
- Бохот (Бохотя) (32 km, 99 km2), десен приток на Росица
- Боялъшка река (Лалковска река) (33 km, 159 km2), десен приток на Араплийска река, от басейна на Тунджа
- Боянска река (46 km), ляв приток на Перловска река, от басейна на Искър
- Брезнишка река (Туфча) (27 km, 123 km2), десен приток на Места
- Брезовска река (53 km, 237 km2), ляв приток на Марица
- Брестова река (31 km, 175 km2), десен приток на Голяма Камчия
- Буновска река (24 km, 185 km2), десен приток на Тополница
- Бързей (Юрукдере) (29 km, 245 km2), десен приток на Харманлийска река
- Бързина (37 km, 244 km2), ляв приток на Скът
- Бързия (35 km, 241 km2), десен приток на Огоста
- Бяла река (69,6 km, 594 km2), ляв приток на Луда река
- Бяла река (37 km, 239 km2), ляв приток на Стряма
- Бяла река (Белинска река) (29 km, 370 km2), ляв приток на Тунджа
- Бяла река (23 km, 90 km2), ляв приток на Хаджийска река

## В
- Велека (147* km, в България – 123 km, 995* km2), влива се в Черно море
- Веселина (Джулюница) (70 km, 882 km2), ляв приток на Стара река, басейна на Янтра
- Ветренска река (Поповска река, Борущенска река) (26 km, 123 km2), ляв приток на Тунджа
- Видбол (62 km, 330 km2), десен приток на Дунав
- Видима (68 km, 554 km2), ляв приток на Росица
- Височица (Комщица, Темска река) (71* km, в България 16,7 km), десен приток на Нишава
- Вит (189 km, 3225 km2), десен приток на Дунав
- Вищерица (24 km, 80 km2), десн приток на Канина, от басейна на Места
- Владайска река (37 km, 151 km2), ляв приток на Перловска река
- Влахинска река (27 km, 108 km2), ляв приток на Струма
- Война (Лудня) (35 km), ляв приток на Царацар
- Войнишка река (55,2 km, 276 km2), десен приток на Дунав
- Врана (68 km, 938 km2), ляв приток на Голяма Камчия
- Върбица (Сютлийка) (98,1 km, 1203 km2), десен приток на Арда (язовир „Студен кладенец“)
- Въртешница (Лева река) (38 km, 292 km2), десен приток на Ботуня, от басейна на Огоста
- Въча (112 km, 1645 km2), десен приток на Марица

## Г
- Габерска река (36* km, 191* km2), ляв приток на Нишава
- Габровница (20 km), ляв приток на Тунджа, влива се в язовир „Копринка“
- Габровница (22 km, 96 km2), десен приток на Искър
- Гашня (20 km, 54 km2), ляв приток на Въча
- Герила (21 km, 95 km2), десен приток на Голяма Камчия, влива се в язовир „Тича“
- Главанска река (28 km, 81 km2), ляв приток на Сазлийка
- Главница (41 km, 374 km2), десен приток на Провадийска река
- Глазне (25 km, 119 km2), десен приток на река Изток, от басейна на Места
- Голям Качамак (86,3* km, 553,4* km2), десен приток на Хърсовска река
- Голяма Камчия (199 km), лява съставяща на Камчия
- Голяма река (Алмадере) (25 km, 113 km2), десен приток на Луда Камчия
- Голяма река (Буюклийска) (38 km, 163 km2), ляв приток на Марица
- Голяма река (Биюкдере) (75 km, 864 km2), десен приток на Стара река, басейна на Янтра
- Голяма Сушица (25 km), язовир Сушица, влива се в р.Черкезица
- Господаревска река (Голяма река) (70,2 km, 422 km2), ляв приток на Средецка река
- Гостиля (40 km, 320 km2), ляв приток на Искър
- Градевска река (Еловска река) (31 km, 253 km2), ляв приток на Струма
- Градешница (13.5 km, 62 km2), ляв приток на Струмешница
- Граднишка река (21 km, 23 km2), десен приток на Видима
- Гращица (20 km, 64 km2), десен приток на Струма
- Гюрля (Голямата река) (28 km, 157 km2), десен приток на Тунджа, влива се в язовир „Копринка“

## Д
- Давидковска река (36 km, 232 km2), ляв приток на Арда
- Даръдере (24,5 km, 92 km2), десен приток на Факийска река
- Двойница (Чифтедере) (53 km, 479 km2), влива се в Черно море
- Девинска река (Дамлъдере) (57 km, 427 km2), ляв приток на Въча
- Девня (27 km, 201 km2), влива се в Белославското езеро
- Делейнска река (33 km, 102 km2), ляв приток на река Тополовец, от басейна на Дунав
- Джебелска река (Дерменчай) (26 km, 118 km2), ляв приток на Върбица
- Джерман (47 km), ляв приток на Струма
- Джубрена (Гюбрена) (25 km, 254 km2), десен приток на Джерман
- Джулюница (Джулюнишко дере) (85,3* km, 864,3* km2), ляв приток на Янтра (пресъхва)
- Добринишка река (21 km, 57 km2), десен приток на Места
- Добричка река (70,4 km, 516,3 km2), десен приток на Суха река, басейна на Дунав (пресъхва)
- Добротинско дере (93* km, 964* km2), влива се в езерото Сребърна (пресъхва)
- Доспат (110* km, в България – 96,2 km, 634* km2), ляв приток на Места
- Драгановска река (Вардунска река) (25 km, 133 km2), ляв приток на Голяма Камчия (Тича)
- Драговищица (70* km, в България – 24,5 km, 867* km2), десен приток на Струма
- Дрипла (20 km, 64 km2), ляв приток на Осъм
- Дряновска река (Енчовска река) (59 km, 336 km2), ляв приток на Белица, от басейна на Янтра
- Дунав (2860* km, в България – 471 km, 820 000* km2, в България – 50 000 km2), влива се в Черно море
- Дундарлия (Дунда) (27 km, 66 km2), десен приток на Сазлийка
- Душилница (35 km), ляв приток на Цибрица
- Дългоделска Огоста (Дългиделска Огоста) (29 km, 249 km2), десен приток на Огоста
- Дяволска река (37 km, 133 km2), влива се в Черно море

## Е
- Еледжик (25 km, 111 km2), десен приток на Сазлийка
- Елешница (Елешнишка река) (26 km, 78 km2), ляв приток на Батулийска река, от басейна на Искър
- Елешница (30 km, 179 km2), десен приток на Голяма Камчия (Тича), влива се в язовир „Тича“
- Елешница (43 km, 184 km2), десен приток на Камчия
- Елешница (Матица) (30 km, 132 km2), десен приток на Лесновска река, от басейна на Искър
- Елешница (59 km, 358 km2), десен приток на Струма
- Елийска река (32 km, 262 km2), ляв приток на Янтра
- Елховска река (20 km, 145 km2), десен приток на Арда
- Енинска река (Стара река) (28 km, 101 km2), ляв приток на Тунджа
- Ерма (74* km, в България – 25 km), ляв приток на Нишава

## З
- Змеица (21 km), десен приток на Вит
- Златарица (21 km, 111 km2), ляв приток на Места
- Златаришка река (57 km, 187 km2), десен приток на Веселина, от басейна на Янтра
- Златина (23 km, 149 km2), ляв приток на Провадийска река
- Златица (25,6 km, 117 km2), десен приток на Огоста, влива се в язовир „Огоста“
- Златна Панега (Панега) (50,3 km, 350 km2), десен приток на Искър

## И
- Ибър (19 km, 46 km2), десен приток на Марица
- Изворска река (35 km, 109 km2), влива се в Мандренското езеро
- Искрецка река (22 km, 57 km2), ляв приток на Искър
- Искър (368 km, 8646 km2), десен приток на Дунав
- Изток, десен приток на Места

## К
- Каварджиклийска река (24 km, 86 km2), десен приток на Стряма
- Казълдере (22 km, 63 km2), ляв приток на Голяма река (Биюкдере), влива се в язовир „Ястребино“
- Какач (16 km), ляв приток на Искър
- Калаващица (33 km, 186 km2), десен приток на Пясъчник, влива се в язовир Пясъчник
- Калайджи (22 km, 93 km2), десен приток на Врана, от басейна на Голяма Камчия
- Каламица (23 km, 59 km2), ляв приток на Марица
- Калник (41 km, 263 km2), десен приток на Вит
- Калница (Азмак) (72 km, 577,3 km2), ляв приток на Синаповска река, от басейна на Тунджа
- Каменица (Каменка) (49 km, 498 km2), десен приток на Вит
- Камчия (46 km, с Голяма Камчия – 245 km, 5358 km2), влива се в Черно море
- Канагьол (Казалък) (110* km, 1745* km2), десен приток на Дунав (пресъхва)
- Канина (36 km, 234 km2), ляв приток на Места
- Карадере (27 km, 124 km2), десен приток на Стара река, басейна на Янтра
- Каракютючка река (Каракютлийска река) (23 km, 66,5 km2), десен приток на Средецка река
- Карамандере (Долапдере, Янъкдере) (66,1 km, 628,9 km2), ляв приток на Суха река, басейна на Дунав
- Карамандере (Коджадере) (20 km, 117 km2), ляв приток на река Бързей, от басейна на Харманлийска река
- Катунецка река (Катунешка река) (43 km, 211 km2), десен приток на Каменица (Каменка), от басейна на Вит
- Каялийка (Скаличица, Черешка) (39 km, 226 km2), десен приток на Марица
- Керизбунар (24 km, 214 km2), ляв приток на Врана, от басейна на Голяма Камчия
- Кесебир (31 km, 125 km2), ляв приток на Крумовица
- Китенска река (Караагач) (36 km, 182 km2), влива се в Черно море
- Команска река (21 km, 71 km2), ляв приток на Осъм
- Конска река (36 km, 375 km2), десен приток на Струма
- Копривен (26 km, 88 km2), десен приток на Струма
- Костелска река (Марянска река) (20 km, 92 km2), десен приток на Златаришка река
- Костинбродска река (Беличка река) (32 km, 104 km2), десен приток на река Блато, от басейна на Искър
- Котленска река (Котелшница) (25 km, 232 km2), ляв приток на Луда Камчия
- Кралевска река (22 km, 66 km2), десен приток на Калайджи, от басейна на Голяма Камчия
- Крапец (34 km, 140 km2), ляв приток на Росица, влива се в язовир „Александър Стамболийски“
- Крива река, ляв приток на река Блато, от басейна на Искър
- Крива река (28 km, 105 km2), десен приток на Марица
- Крива река (48 km, 218 km2), ляв приток на Провадийска река
- Крумовица (Бургасдере) (58,5 km, 671 km2), десен приток на Арда
- Крушевска река (Кошудере) (39 km, 43 km2), десен приток на Поповска река, от басейна на Тунджа
- Кумруджа (Коленска река) (47 km, 321 km2), ляв приток на Сазлийка
- Кьошдере (21 km, 42 km2), десен приток на Арда

## Л
- Лазова река (21 km, 54 km2), ляв приток на Радова река, от басейна на Тунджа
- Лебница (50* km, 318* km2), десен приток на Струма
- Левченска река (Лефчанска река, Левка) (44 km, 144 km2), ляв приток на Марица
- Лесидренска река (19 km, 81 km2), ляв приток на Калник, от басейна на Вит
- Лесновска река (Стари Искър) (65 km, 1096 km2), десен приток на Искър
- Лешница, ляв приток на Тунджа
- Логодашка река (22 km, 166 km2), десен приток на Струма
- Лознишка река (Лозница, Каралийска река, Валя Маре) (50* km, в България – 14 km), влива се в езерото Мърлянуари (Дунърен) (пресъхва)
- Лом (93 km, 1240 km2), десен приток на Дунав
- Ломя (38 km, 170 km2), десен приток на Осъм
- Лопушница (22 km, 148 km2), десен приток на Росица
- Луда Камчия (201 km, 1612 km2), дясна съставяща на Камчия
- Луда река (101* km, в България – 22,7 km), десен приток на Марица
- Луда Мара (14 km, 49 km2), десен приток на Струмешница
- Луда Яна (Панагюрска Луда Яна) (74 km, 685,3 km2), ляв приток на Марица
- Луда Яна (10 km), ляв приток на река Голяма Сушица
- Луковица (23 km, 90 km2), ляв приток на Чепеларска река
- Лява река (20 km, 65 km2), ляв приток на Струма

## М
- Макоцевска река (43 km, 227 km2), десен приток на Лесновска река, от басейна на Искър
- Малка Арда (41 km, 142 km2), ляв приток на Арда
- Малки Искър (85,6 km, 1283,6 km2), десен приток на Искър
- Малки Лом (57 km, 338 km2), ляв приток на Бели Лом
- Мараш (42 km, 232 km2), десен приток на Мочурица, от басейна на Тунджа
- Марица (472* km, в България – 321,6 km, 53 000* km2, в България – 34 166 km2), влива се в Бяло море (Егейско море)
- Мартенска река (30* km), десен приток на Дунав (пресъхва)
- Мартинка (55 km, 395 km2), ляв приток на Марица
- Медвенска река (20 km, 61 km2), ляв приток на Луда Камчия
- Мелнишка река (30 km, 97 km2), ляв приток на Струма
- Меричлерска река (37 km, 117 km2), ляв приток на Марица
- Места (246* km, в България – 126 km, 3747* km2, в България – 2767 km2), влива се в Бяло море (Егейско море)
- Мечка (43 km, 278 km2), десен приток на Марица
- Младежка река (40 km, 232 km2), ляв приток на Велека
- Мочурица (86 km, 1278,3 km2), ляв приток на Тунджа
- Мугленска река (Тенесдере) (27 km, 90 km2), десен приток на Чаирдере, от басейна на Въча
- Мустанова река (28 km, 67 km2), ляв приток на река Еледжик, от басейна на Сазлийка
- Мъглижка река (30 km, 91 km2), ляв приток на Тунджа
- Мътивир (61 km, 412 km2), десен приток на Тополница, влива се в язовир „Тополница“
- Мътница (31 km, 176 km2), десен приток на Места
- Мътница (16,3 km, 230,7 km2), десен приток на Чепинска река
- Мътнишка река (Мътеница, Мадара) (38 km, 175 km2), десен приток на Провадийска река

## Н
- Негованка (46,3 km, 172,7 km2), десен приток на Росица
- Неделинска река (Узундере) (24 km, 135 km2), ляв приток на Върбица
- Нейковско дере (72* km, 430,8* km2), влива се в Дуранкулашкото езеро (пресъхва)
- Нечинска бара (Банска бара, Гаговица) (30 km, 222 km2), десен приток на Лом
- Нишава (218* km, в България – 40 km, 3950 km2 в България – 1237), десен приток на Южна Морава
- Новоселска река (22 km, 118 km2), ляв приток на Омуровска река, от басейна на Марица
- Новоселска река (25 km, 80 km2), десен приток на Струма

## О
- Овчарица (71,5 km, 636,1 km2), ляв приток на Сазлийка
- Огоста (144,1 km, 3157 km2), десен приток на Дунав
- Огражденско дере (Черкез-дере) (37* km, в България – 15 km), ляв приток на Урлуя (Красенско дере) (пресъхва)
- Омуровска река (58 km, 305 km2), ляв приток на Марица
- Оролачка река (21 km, 95 km2), ляв приток на Струма
- Осеновска река (19 km, 88 km2), десен приток на Градевска река, от басейна на Струма
- Осъм (314 km, 2824 km2), десен приток на Дунав
- Очушница (26 km, 151 km2), ляв приток на Марица

## П
- Пакуша (Чираджи, Чиранджи) (33 km, 158 km2), ляв приток на Врана, от басейна на Голяма Камчия
- Палакария (39 km, 402 km2), ляв приток на Искър, влива се в язовир „Искър“
- Перловска река (Боянска река) (31 km, 257 km2), ляв приток на Искър
- Перперек (44 km, 220 km2), ляв приток на Арда, влива се в язовир „Студен кладенец“
- Поповска река (71,6 km, 533 km2), ляв приток на Тунджа
- Поповски Лом (20 km), ляв приток на Черни Лом
- Поройна (26,5 km, 72 km2), ляв приток на Голяма Камчия
- Потока (56 km, 423 km2), ляв приток на Марица
- Превалска река (Превалска Огоста) (19 km, 94 km2), ляв приток на Огоста
- Провадийска река (119 km, 2132 km2), влива се в Белославското езеро
- Първенецка река (Тъмръшка река) (37 km, 214 km2), десен приток на Марица
- Пясъчник (71,5 km, 663 km2), ляв приток на Марица

## Р
- Рабровска река (26 km, 137 km2), ляв приток на Тополовец, от басейна на Дунав
- Равногорска река (24 km, 83 km2), десен приток на Стара река (Пещерска река)
- Радова река (33 km, 240 km2), ляв приток на Тунджа
- Райнинско дере (Главиница, Главинишко дере) (54* km), десен приток на Дунав (пресъхва)
- Резовска река (112* km, в България – 109 km, 738 km2, в България – 183,4 km2), влива се в Черно море
- Ретиже (19 km, 44 km2), десен приток на Места
- Рибине (47 km, 269 km2), десен приток на Огоста
- Рибник, десен приток на Струма
- Рилска река (51 km, 390 km2), ляв приток на Струма
- Ропотамо (48,5 km, 249 km2), влива се в Черно море
- Росица (164,3 km, 2262 km2), ляв приток на Янтра
- Русенски Лом (50 km, с Бели Лом – 197 km, 2947 km2), десен приток на Дунав
- Русокастренска река (65,4 km, 525 km2), влива се в Мандренското езеро

## С
- Сазлийка (Съзлийка, Ракитница, Сюютлийка) (145,4 km, 3293 km2), ляв приток на Марица
- Салашка река (Вещицка река) (27 km, 124 km2), десен приток на Арчар
- Свеженска река (26 km, 121 km2), ляв приток на Бяла река, от басейна на Стряма
- Светля (32 km, 349 km2), десен приток на Струма
- Сенковец (Сазлъка, Сенкувча) (101,6* km, 553 km2), десен приток на Дунав (пресъхва)
- Синаповска река (Явуздере) (50 km, 871 km2), десен приток на Тунджа
- Скомля (42 km, 163 km2), десен приток на Дунав
- Скът (134 km, 1074 km2), десен приток на Огоста
- Сливнишка река (38 km, 173 km2), десен приток на река Блато, от басейна на Искър
- Смолска река (15 km, 68 km2), десен приток на Буновска река, от басейна на Тополница
- Соколица (60 km, 343 km2), ляв приток на Сазлийка
- Средецка река (69 km, 985,3 km2), влива се в Мандренското езеро
- Стакевска река (34 km, 328 km2), ляв приток на Лом
- Стара река (Текедере) (32 km, 128 km2), ляв приток на Голяма Камчия
- Стара река (Костенецка река) (27 km, 91 km2), десен приток на Марица
- Стара река (Пещерска река) (61 km, 350 km2), десен приток на Марица
- Стара река (29 km, 96 km2), десен приток на Струма
- Стара река (20 km), ляв приток на Стряма
- Стара река (Лефеджи, Лефеджа) (91,8 km, 2458,2 km2), десен приток на Янтра
- Старата река (44 km, 156 km2), ляв приток на Марица
- Стрелчанска Луда Яна (39 km, 173 km2), ляв приток на Луда Яна
- Струма (415,2* km, в България – 290 km, 17 300* km2, в България – 10 797 km2), влива се в Бяло море (Егейско море)
- Струмешница (114* km, в България – 33 km, 1900* km2), десен приток на Струма
- Стряма (Гьопса) (110,1 km, 1394,5 km2), ляв приток на Марица
- Студена (45 km, 413 km2), ляв приток на Янтра
- Суха река (Ишикли, Ишиклия) (126* km, 2404* km2), десен приток на Дунав (пресъхва)
- Суха река (28 km, 62 km2), ляв приток на Осъм
- Суходолска река (24 km, 50 km2), ляв приток на Владайска река, от басейна на Искър
- Сушица (Мостовска Сушица) (24 km, 62 km2), десен приток на Юговска река, от басейна на Чепеларска река
- Сушичка река (20 km, 83 km2), десен приток на Струма
- Сърнена река (Караджадере) (39 km, 181 km2), ляв приток на Доспат

## Т
- Текирска река (33 km, 96 km2), ляв приток на Марица
- Тимок (203* km, в България – 15,5 km, 4630* km2), десен приток на Дунав
- Тополница (25 km, 133 km2), десен приток на Джубрена от басейна на Джерман
- Тополница (155 km, 1789 km2), ляв приток на Марица
- Тополовец (Тополовица) (67,6 km, 583 km2), десен приток на Дунав
- Топчийска река (88,6* km, 659,8 km2), десен приток на Дунав (пресъхва)
- Треклянска река (над 50 km), десен приток на Струма
- Тръстенишка река (58* km), десен приток на Дунав (пресъхва)
- Тунджа (390* km, в България – 349,5 km, 8429* km2, в България – 7884 km2), ляв приток на Марица
- Турийска река (21 km, 83 km2), десен приток на Тунджа
- Тученица (35 km), десен приток на Вит
- Тъжа (26 km, 116 km2), ляв приток на Тунджа

## У
- Узунджовска река (21 km, 81 km2), ляв приток на Харманлийска река
- Урлуя (Узово дере, Красенско дере, Дере кьой, Деря) (98* km, в България – 20 km), влива се в езерото Ведероаса (пресъхва)

## Ф
- Факийска река (87,3 km, 641 km2), влива се в Мандренското езеро
- Фъндъклийска река (27 km, 79 km2), влива се в Черно море

## Х
- Хаджийска река (55 km, 356 km2), влива се в Черно море
- Хаджиларска река (22 km, 77 km2), ляв приток на Русокастренска река
- Харманлийска река (Олудере, Величка) (91,9 km, 956,3 km2), десен приток на Марица
- Хасковска река (45 km, 179 km2), ляв приток на Харманлийска река
- Хлебаровска река (Долапдере) (23 km, 97 km2), ляв приток на Бели Лом
- Хърсовска река (91 km, 997,3 km2), десен приток на Канагьол, от басейна на Дунав (пресъхва)

## Ц
- Цапаревска река (24 km, 78 km2), десен приток на Струма
- Царацар (Демирбаба, Крапинец) (108 km, 1062,2 km2), десен приток на Дунав (пресъхва)
- Цибрица (88 km, 934 km2), десен приток на Дунав
- Цибър (30 km, 138 km2), ляв приток на Цибрица (пресъхва)

## Ч
- Чаирдере (21 km, 209 km2), десен приток на Въча
- Чаирлък (Текедере) (35 km), ляв приток на Царацар, от басейна на Дунав
- Ченгенедере (20 km, 38 km2), ляв приток на Марица
- Чепеларска река (Чая, Асеница) (86 km, 1010,2 km2), десен приток на Марица
- Чепинска река (Елидере) (83 km, 900 km2), десен приток на Марица
- Черкезица (48 km, 269 km2), десен приток на Марица
- Черковска река (26 km, 77 km2), десен приток на Блатница, от басейна на Сазлийка
- Черна (48 km, 259 km2), ляв приток на Арда
- Черна Места (22,6 km, 159,6 km2), лява съставяща на Места
- Черни Вит (27 km, 185 km2), лява съставяща на Вит
- Черни Искър (23 km, 237 km2), лява съставяща на Искър
- Черни Лом (130,3 km, 1276 km2), лява съставяща на Русенски Лом
- Черни Осъм (36 km, 218 km2), дясна съставяща на Осъм
- Чернялка (27,6 km), десен приток на Вит
- Чинардере (31 km, 92 km2), ляв приток на река Мечка, от басейна на Марица
- Чопарата (21 km, 65 km2), десен приток на Росица
- Чорбаджийска река (Къзълач) (30 km, 217 km2), десен приток на Върбица
- Чукарска река (Чакарлийка) (37 km, 129 km2), влива се в Бургаското езеро
- Чупренска река (27 km, 120 km2), десен приток на Стакевска река, от басейна на Лом

## Ш
- Шабленска река (31 km, 95 km2), влива се в Черно море
- Шаварна (Бара, Пелишатска река) (30 km, 140 km2), ляв приток на Осъм
- Шипочаница (Шипочница) (28 km, 120 km2), десен приток на Искър, влива се в язовир „Искър“
- Широколъшка река (29 km, 218 km2), десен приток на Въча
- Шугавица (46 km, 213 km2), десен приток на Огоста

## Ю
- Юговска река (45 km, 332 km2), десен приток на Чепеларска река

## Я
- Ябланица (25 km, 140 km2), десен приток на Ерма
- Явор (Пенкьовска река) (32 km, 186 km2), ляв приток на Треклянска река
- Яденица (26 km, 138 km2), десен приток на Марица
- Янтра (286 km, 7862 km2), десен приток на Дунав